# Liste der Biografien/Mid
Liste der Biografien |
Portal Biografien |
Personensuche
# |
A |
B |
C |
D |
E |
F |
G |
H |
I |
J |
K |
L |
M |
N |
O |
P |
Q |
R |
S |
T |
U |
V |
W |
X |
Y |
Z |
?
 
Ma |
Mb |
Mc |
Md |
Me |
Mf |
Mg |
Mh |
Mi |
Mj |
Mk |
Ml |
Mm |
Mn |
Mo |
Mp |
Mq |
Mr |
Ms |
Mt |
Mu |
Mv |
Mw |
Mx |
My |
Mz
 
Mia |
Mib |
Mic |
Mid |
Mie |
Mif |
Mig |
Mih–Mik |
Mil |
Mim |
Min |
Mio |
Mip |
Miq |
Mir |
Mis |
Mit |
Miu |
Miv |
Miw |
Mix |
Miy |
Miz
Die Liste der Biografien führt alle Personen auf, die in der deutschsprachigen Wikipedia einen Artikel haben. Dieses ist eine Teilliste mit 192 Einträgen von Personen, deren Namen mit den Buchstaben „Mid“ beginnt.

## Mid

### Mida
- Mida (* 1999), italienischer Popsänger und Rapper
- Mida, Massimo (1917–1992), italienischer Dokumentarfilmer, Filmregisseur und Drehbuchautor
- Midaoui, Ahmed El (* 1948), marokkanischer Politiker
- Midas, griechischer Töpfer
- Midas 104 (* 1988), deutscher Musikproduzent, DJ und Liveact der elektronischen Tanzmusik

### Midd
- Middag, Tessel (* 1992), niederländische Fußballspielerin
- Middaugh, Josiah (* 1980), US-amerikanischer Triathlet
- Middeke, Martin (* 1963), deutscher Anglist und Literaturwissenschaftler
- Middeke, Sebastian (* 1984), deutscher Fußballtrainer
- Middelaar, Luuk van (* 1973), niederländischer Historiker und politischer Philosoph
- Middelbeck-Varwick, Anja (* 1974), deutsche römisch-katholische Theologin
- Middelberg, Mathias (* 1964), deutscher Politiker (CDU), MdBMathias Middelberg (* 1964)

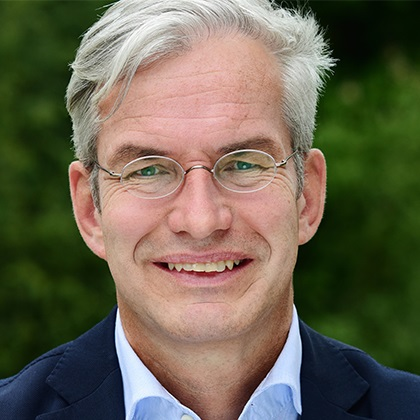
Mathias Middelberg (* 1964)

- Middelboe, Christian Giørtz (1852–1920), dänischer Seeoffizier und Marineminister
- Middelboe, Kristian (1881–1965), dänischer Fußballspieler
- Middelboe, Nils (1887–1976), dänischer Fußballspieler und Leichtathlet
- Middelburg, Glenys (* 1938), neuseeländische Badmintonspielerin
- Middelburg, Jim (* 1993), niederländischer Badmintonspieler
- Middeldorf Kosegarten, Antje (1931–2022), deutsche Kunsthistorikerin
- Middeldorf, Bodo (* 1967), deutscher Politiker (FDP), MdL
- Middeldorf, Eike (1915–1995), deutscher General
- Middeldorf, Ulrich (1901–1983), deutsch-amerikanischer Kunsthistoriker
- Middeldorf, Wilhelm (1858–1911), deutscher Wasserbau-Ingenieur und preußischer Baubeamter, Wegbereiter der Emscherregulierung
- Middeldorp, Karsten († 1561), deutscher Geschütz- und Glockengießer
- Middeldorpf, Albrecht Theodor (1824–1868), deutscher Chirurg, Begründer der Galvanokaustik
- Middeldorpf, Hinrich (1788–1861), deutscher Orientalist und Theologe; Hochschullehrer in Breslau
- Middelhauve, Bertha (1893–1988), deutsche Politikerin (FDP), Stadträtin und Fraktionsvorsitzende
- Middelhauve, Friedrich (1896–1966), deutscher Politiker (DDP, FDP), MdL, MdB und Verleger
- Middelhauve, Gertraud (1929–2004), deutsche Verlegerin
- Middelhauve, Lisa (* 1980), deutsche Sängerin, Pianistin und Songwriterin
- Middelhauve, Margot (* 1941), deutsche Künstlerin
- Middelhoek, André (* 1931), niederländischer Beamter und Präsident des Europäischen Rechnungshofes
- Middelhoff, Thomas (* 1953), deutscher Manager, Vorstandsvorsitzender von Bertelsmann und der Arcandor AGThomas Middelhoff (* 1953)

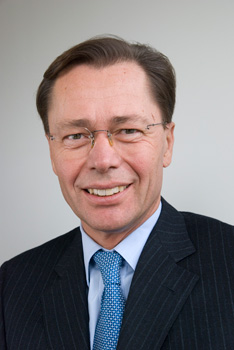
Thomas Middelhoff (* 1953)

- Middelkamp, Theofiel (1914–2005), niederländischer Radsportler
- Middelkoop, André van (* 1940), niederländischer Radrennfahrer
- Middelkoop, Eimert van (* 1949), niederländischer Politiker (ChristenUnie)
- Middelkoop, Matwé (* 1983), niederländischer Tennisspieler
- Middell, Eike (* 1937), deutscher Literaturwissenschaftler
- Middell, Margret (* 1940), deutsche Bildhauerin und Grafikerin
- Middell, Matthias (* 1961), deutscher Historiker
- Middelmann, Gabriele (* 1961), deutsche Künstlerin, mit Schwerpunkt Malerei und Fotografie
- Middelmann, Werner (1909–1985), deutscher Politiker (FDP/DVP)
- Middelschulte, Wilhelm (1863–1943), deutsch-amerikanischer Organist und Komponist
- Middendorf, Arnold (1867–1930), Offizial in Köln und Dompropst
- Middendorf, Bonifazius (1634–1688), Abt des Benediktinerklosters Liesborn (1678–1688)
- Middendorf, Claudia (* 1969), deutsche Sozialpädagogin und Politikerin (CDU), MdL
- Middendorf, Ernst Wilhelm (1830–1908), deutscher Arzt, Sprachforscher und Archäologe in Peru
- Middendorf, Friedrich Ludwig (1842–1903), deutscher Schiffsbauingenieur und Direktor des Germanischen Lloyd (1890–1903)
- Middendorf, Heinrich (1898–1972), deutscher katholischer Ordensgeistlicher
- Middendorf, Heinrich (1909–1982), deutscher Bibliothekar
- Middendorf, Helmut (* 1953), deutscher Künstler
- Middendorf, Hermann (1897–1981), deutscher Landrat der Landkreise Bernkastel (1933–1945) und Wittlich (1940–1942)
- Middendorf, Ilse (1910–2009), deutsche Atemlehrerin, Begründerin einer AtemlehreIlse Middendorf (1910–2009)

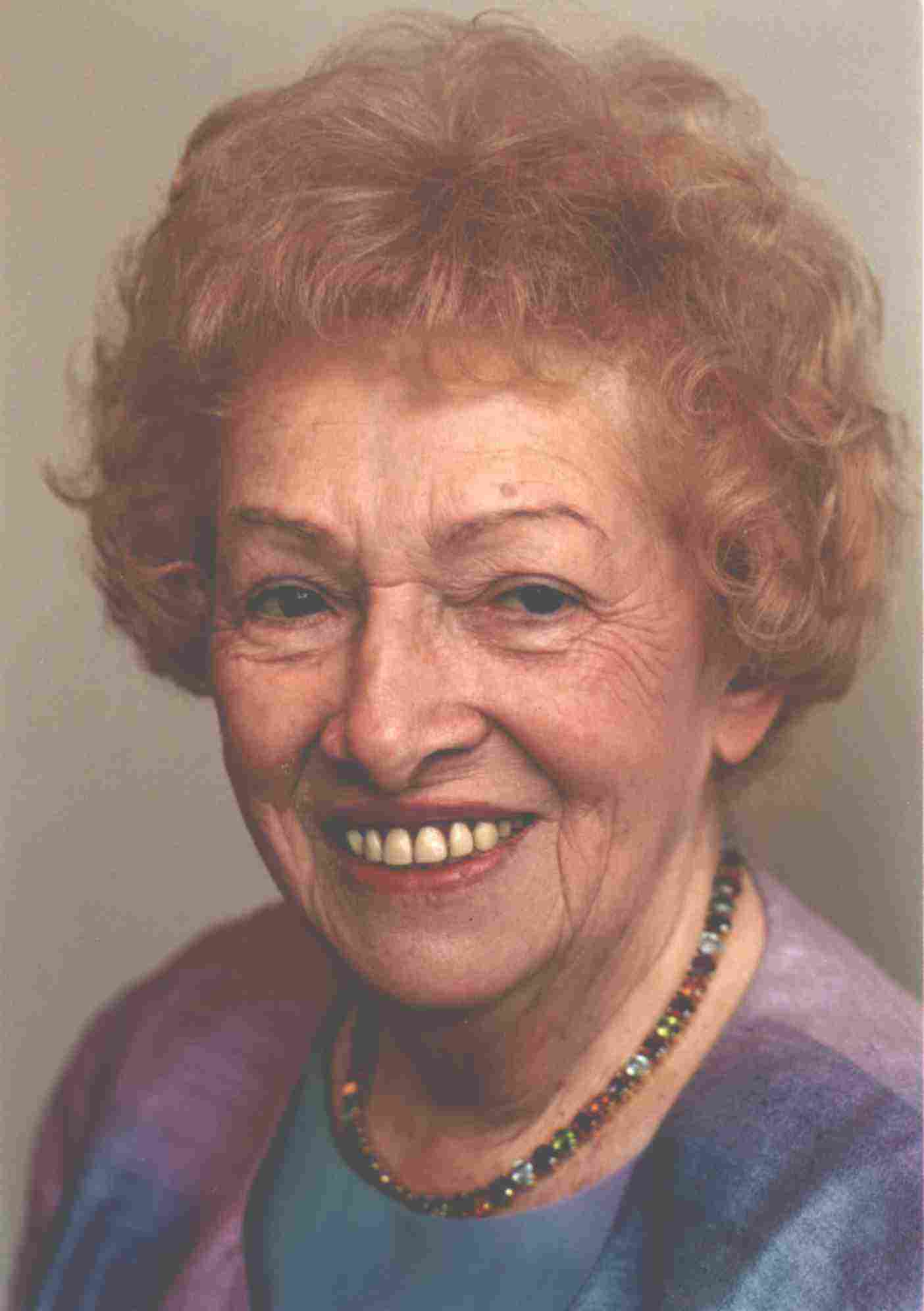
Ilse Middendorf (1910–2009)

- Middendorf, Ingeborg (* 1946), deutsche Schriftstellerin
- Middendorf, J. William (* 1924), US-amerikanischer Diplomat und Politiker (Republikanische Partei)
- Middendorf, Julia (* 2003), deutsche Tennisspielerin
- Middendorf, Julian (1978–2013), deutscher Schauspieler und Yogalehrer
- Middendorf, Katharina (* 1978), deutsche Autorin und Yogalehrerin
- Middendorf, Klaus (1944–2017), deutscher Literaturagent und Schriftsteller
- Middendorf, Kurt (1886–1975), deutscher Schauspieler
- Middendorf, Peter (* 1971), deutscher Universitätsprofessor in der Luftfahrttechnik
- Middendorf, Stefanie (* 1973), deutsche Historikerin
- Middendorf, Tina (* 1981), deutsche Radio- und Fernsehmoderatorin
- Middendorf, Tracy (* 1970), US-amerikanische Film- und Theaterschauspielerin
- Middendorff, Alexander Theodor von (1815–1894), russischer Zoologe und Entdecker baltisch-deutscher Herkunft
- Middendorff, Eduard Nikolai von (1840–1903), deutsch-baltischer Gutsbesitzer und Politiker
- Middendorff, Ernst W. (1892–1974), deutscher Kaufmann und Unternehmer
- Middendorff, Friedrich (1883–1973), deutscher evangelischer Theologe
- Middendorff, Wilhelm (1793–1853), deutscher Pädagoge
- Middendorff, Wolf (1916–1999), deutscher Jurist
- Middendorp, Ernst (* 1958), deutscher Fußballtrainer
- Middendorp, Floris (* 2001), niederländischer Hockeyspieler
- Middendorp, Jan (1956–2023), niederländischer Autor und Gestalter
- Middendorp, Tom (* 1960), niederländischer General
- Midderigh-Bokhorst, Berhardina (1880–1972), niederländische Malerin
- Middlebrook, Diane (1939–2007), US-amerikanische Autorin und Biografin
- Middlebrooks, Wilfred (1933–2008), US-amerikanischer Jazzbassist
- Middlebrooks, Windell (1979–2015), US-amerikanischer Schauspieler
- Middleby, Robbie (* 1975), australischer Fußballspieler
- Middlecoff, Cary (1921–1998), US-amerikanischer Golfspieler
- Middleditch, Thomas (* 1982), kanadischer SchauspielerThomas Middleditch (* 1982)

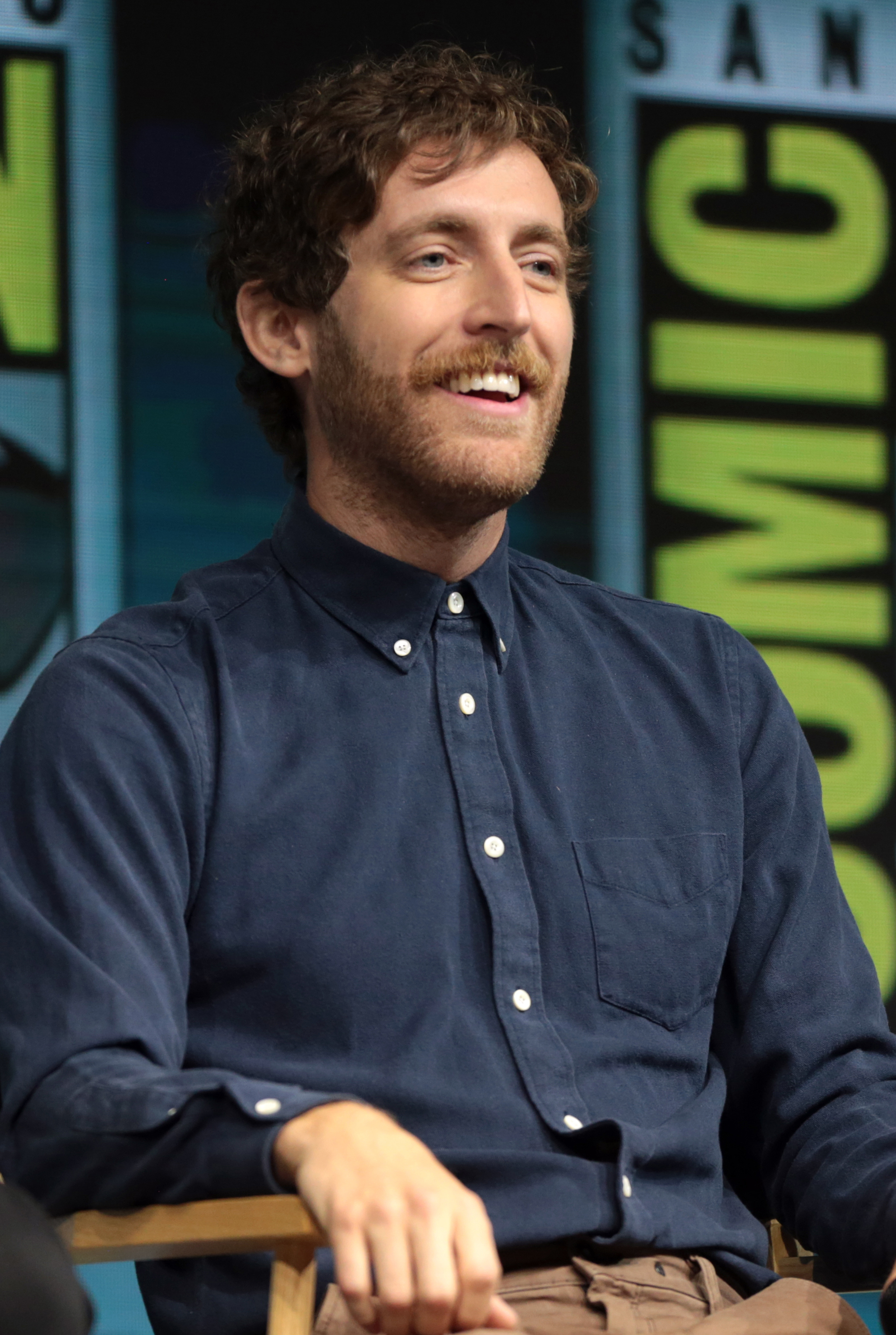
Thomas Middleditch (* 1982)

- Middleham, Ken (1927–2001), US-amerikanischer Kameramann
- Middlekauff, Robert (1929–2021), US-amerikanischer Historiker
- Middlemas, Richard, Filmproduzent
- Middlemast, Edward William (* 1864), britischer Mathematiker und Pädagoge
- Middlemiss, Elinor (* 1967), schottische Badmintonspielerin und Sportfunktionärin
- Middlemiss, Kenny (* 1964), schottischer Badmintonspieler
- Middlemore, George († 1850), Gouverneur von St. Helena sowie der Leeward und Windward Islands
- Middlemore, Humphrey († 1535), englischer Geistlicher und Kartäusermönch
- Middles, Mick, britischer Musikjournalist und Sachbuchautor
- Middleswarth, Ner (1783–1865), US-amerikanischer Politiker
- Middleton Pollock, Marilyn (* 1947), amerikanische Folk- und Jazzsängerin
- Middleton, Aixa (* 1988), panamaische Leichtathletin
- Middleton, Andy (* 1962), amerikanischer Jazzmusiker (Tenor- und Sopransaxophon, Komposition, Arrangement)
- Middleton, Arthur (1681–1737), britischer Politiker, Gouverneur der Province of South Carolina
- Middleton, Arthur (1742–1787), britisch-amerikanischer Politiker
- Middleton, Bay (1846–1892), englischer Pferdesportler und HerrenreiterBay Middleton (1846–1892)

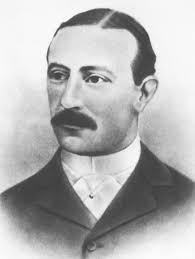
Bay Middleton (1846–1892)

- Middleton, Bonnor (1865–1913), südafrikanischer Cricketspieler
- Middleton, Brianna, US-amerikanische Schauspielerin
- Middleton, Carole (* 1955), britische Flugbegleiterin und GeschäftsfrauCarole Middleton (* 1955)

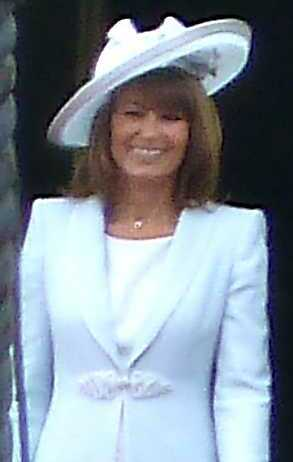
Carole Middleton (* 1955)

- Middleton, Charles (1874–1949), US-amerikanischer Schauspieler
- Middleton, Charles, 1. Baron Barham (1726–1813), britischer Admiral und Politiker
- Middleton, Christopher (1926–2015), britischer Lyriker, Dichter und Übersetzer
- Middleton, Clark (1957–2020), US-amerikanischer Schauspieler
- Middleton, Conyers (1683–1750), englischer Geistlicher und Autor
- Middleton, Darryl (* 1966), US-amerikanischer Basketballspieler
- Middleton, Donald (1922–2015), britischer Diplomat
- Middleton, Frederick Dobson (1825–1898), britischer General
- Middleton, George (1809–1888), US-amerikanischer Politiker
- Middleton, George Humphrey (1910–1998), britischer Botschafter
- Middleton, Gerard V. (1931–2021), kanadischer Geologe
- Middleton, Gilbert, englischer Ritter und Rebell
- Middleton, Glenn (* 2000), schottischer Fußballspieler
- Middleton, Guy (1900–1994), französischer Schwimmer
- Middleton, Henry (1717–1784), britisch-amerikanischer Politiker und Pflanzer
- Middleton, Henry (1770–1846), US-amerikanischer Politiker
- Middleton, Jacob (* 1996), kanadischer Eishockeyspieler
- Middleton, Jacob Jr. (* 1970), US-amerikanischer General
- Middleton, James Smith (1878–1962), britischer Journalist und politischer Funktionär
- Middleton, John, englischer Ritter
- Middleton, John († 1441), englischer Ritter und Politiker
- Middleton, John (1870–1954), britischer Kolonialgouverneur
- Middleton, John (1906–1991), britischer Radrennfahrer
- Middleton, John (1921–2009), britischer Anthropologe, Afrikanist
- Middleton, John (1956–2016), englischer Fußballtorhüter
- Middleton, Johnny Lee (* 1963), US-amerikanischer Metal-BassistJohnny Lee Middleton (* 1963)

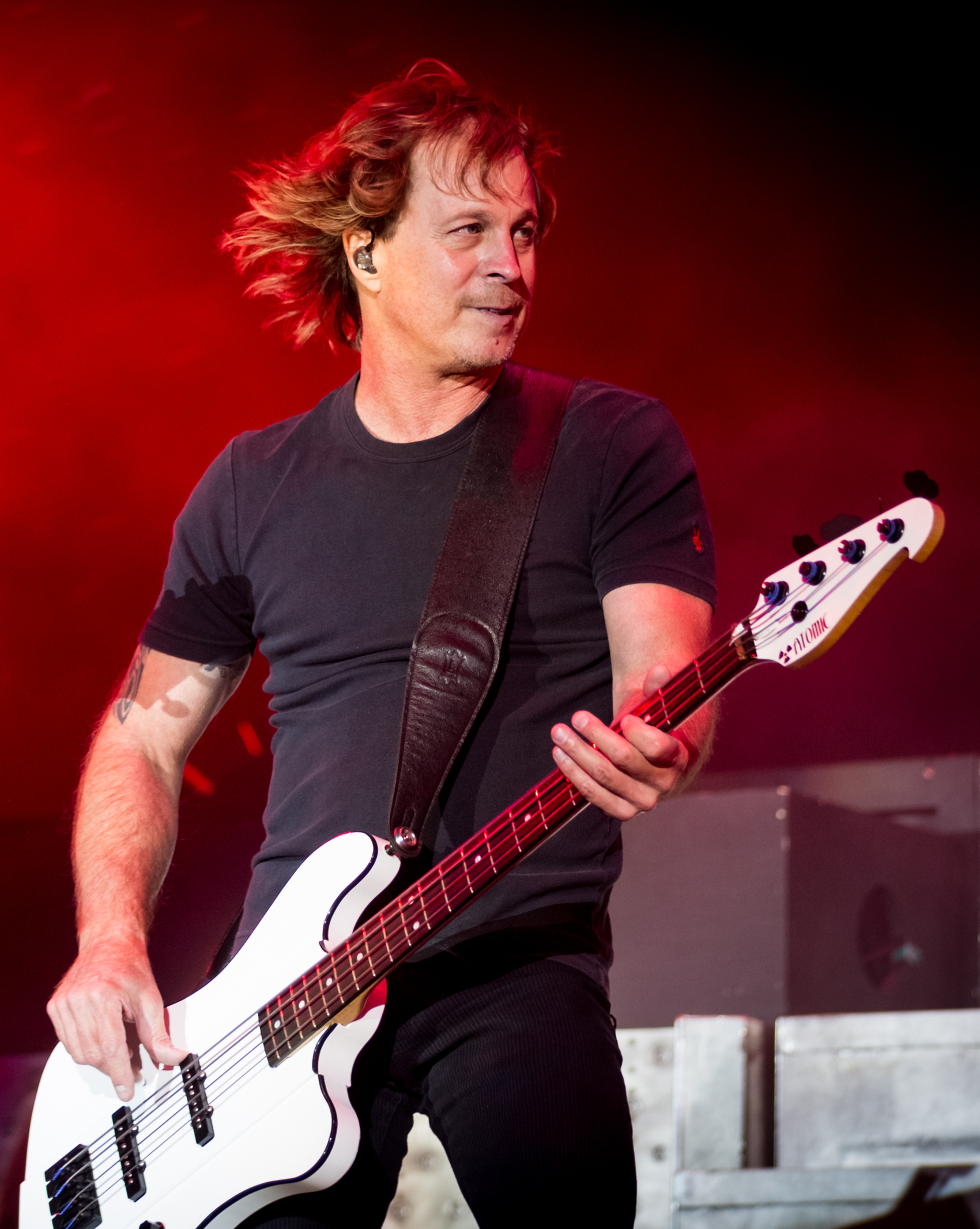
Johnny Lee Middleton (* 1963)

- Middleton, Khris (* 1991), US-amerikanischer Basketballspieler
- Middleton, Ray (1936–2023), britischer Geher
- Middleton, Richard († 1272), Lordkanzler von England
- Middleton, Richard Barham (1882–1911), britischer Dichter
- Middleton, Rick (* 1953), kanadischer Eishockeyspieler
- Middleton, Robert (1911–1977), US-amerikanischer Schauspieler
- Middleton, Robert Hunter (1898–1985), US-amerikanischer Stempelschneider (Graveur), Grafiker und Typograf
- Middleton, Robin (* 1985), englischer Badmintonspieler
- Middleton, Roy (1927–2004), britischer experimenteller Kernphysiker
- Middleton, Stanley (1919–2009), britischer Schriftsteller und Lehrer
- Middleton, T. J. (* 1968), US-amerikanischer Tennisspieler
- Middleton, Thomas († 1627), englischer Schriftsteller und Dichter
- Middleton, Tom (* 1971), britischer Musiker, DJ, Remixer und Musikproduzent
- Middleton, Tony (1934–2024), US-amerikanischer sänger
- Middleton, Troy H. (1889–1976), US-amerikanischer Generalleutnant im Zweiten Weltkrieg
- Middleton, Tuppence (* 1987), britische SchauspielerinTuppence Middleton (* 1987)

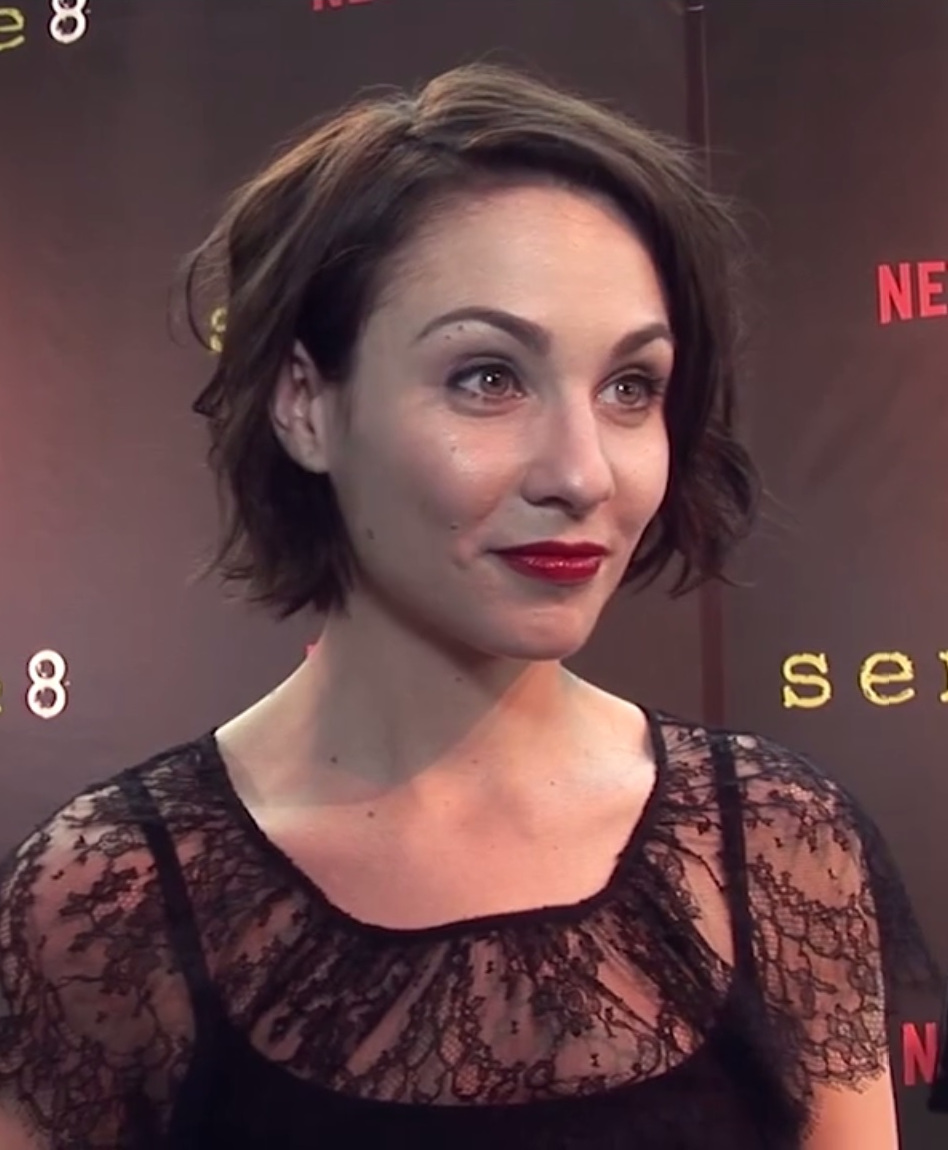
Tuppence Middleton (* 1987)

- Middleton, Velma (1917–1961), amerikanische Jazzsängerin
- Middleton, William († 1288), englischer Geistlicher, Bischof von Norwich
- Middleton, William D. (1928–2011), US-amerikanischer Eisenbahn-Autor, -Fotograf und -Historiker
- Middleton-Patel, Safia (* 2004), walisische Fußballspielerin

### Mide
- Midelfort, H. C. Erik (* 1942), US-amerikanischer Historiker und Religionswissenschaftler

### Midg
- Midgette, Allen (1939–2021), US-amerikanischer Schauspieler, Maler und Autor
- Midgley, Jim (* 1978), kanadischer Eishockeyspieler und -trainer
- Midgley, John, britischer Tontechniker
- Midgley, Magdalena (1952–2014), polnisch-britische Prähistorikerin
- Midgley, Mary (1919–2018), britische Philosophin
- Midgley, Thomas (1889–1944), US-amerikanischer Ingenieur, entwickelte das Benzinadditiv Tetraethylblei und Fluorchlorkohlenwasserstoffe (FCKW)

### Midh
- Midhat Pascha (1822–1884), osmanischer Reformer, Großwesir
- Midhat-Talakić, Dalal (* 1981), bosnische Sängerin

### Midi
- Midić, Ignatije (* 1954), serbisch-orthodoxer Theologe und Bischof
- Midinet, Max (1948–2000), deutscher Balletttänzer

### Midk
- Midkiff, Dale (* 1959), US-amerikanischer Schauspieler

### Midl
- Midler, Bette (* 1945), US-amerikanische Sängerin, Schauspielerin, Komikerin und AutorinBette Midler (* 1945)

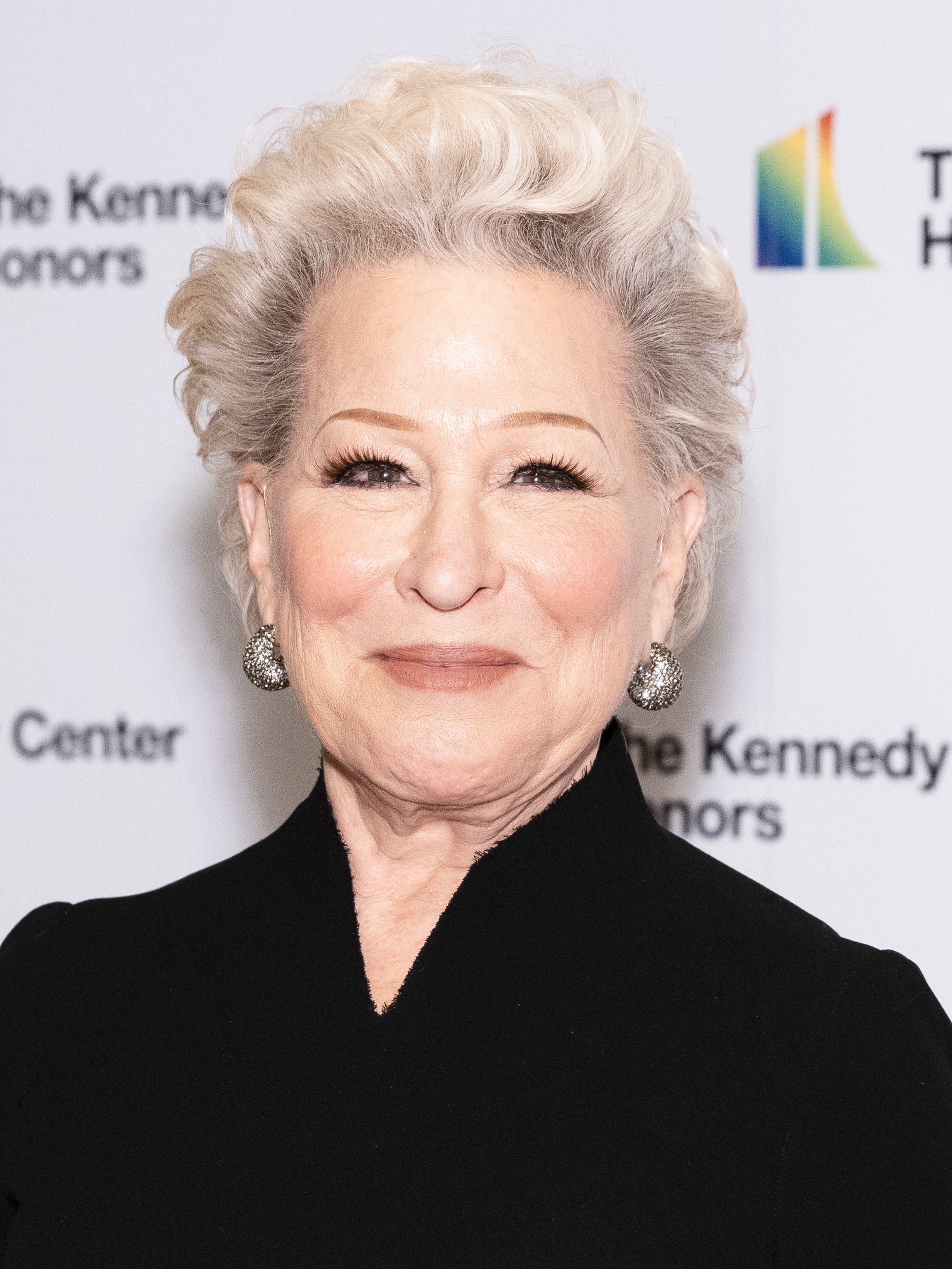
Bette Midler (* 1945)

- Midler, Mark Petrowitsch (1931–2012), sowjetisch-russischer Fechter und -trainer

### Midn
- Midney, Boris (* 1937), US-amerikanischer Jazzklarinettist, Saxophonist und Komponist

### Mido
- Midol, Bastien (* 1990), französischer Freestyle-Skisportler
- Midol, Jonathan (* 1988), französischer Freestyle-Skisportler
- Midón, Lautaro (* 2004), argentinischer Tennisspieler
- Midón, Raul (* 1966), US-amerikanischer Singer-Songwriter
- Midori (* 1968), US-amerikanische Sängerin und Pornodarstellerin
- Midori (* 1971), japanische Klassik-Violinistin und Philanthropin
- Midorikawa, Akari (* 2005), japanische Squashspielerin
- Midorikawa, Hikaru (* 1968), japanischer Synchronsprecher
- Midorikawa, Keiki (* 1949), japanischer Jazzmusiker
- Midosi, Paulo (1790–1858), portugiesischer Schriftsteller, Politiker und Diplomat
- Midow, Claus († 1602), deutscher Steinmetz und Bildhauer

### Mids
- Midschiddordsch, Ojuunbaatar (* 1996), mongolischer Fußballspieler
- Midstokke, Alison (* 1985), US-amerikanische Schauspielerin, Aktivistin und ein Model

### Midt
- Midtbø, Magnus (* 1988), norwegischer SportklettererMagnus Midtbø (* 1988)

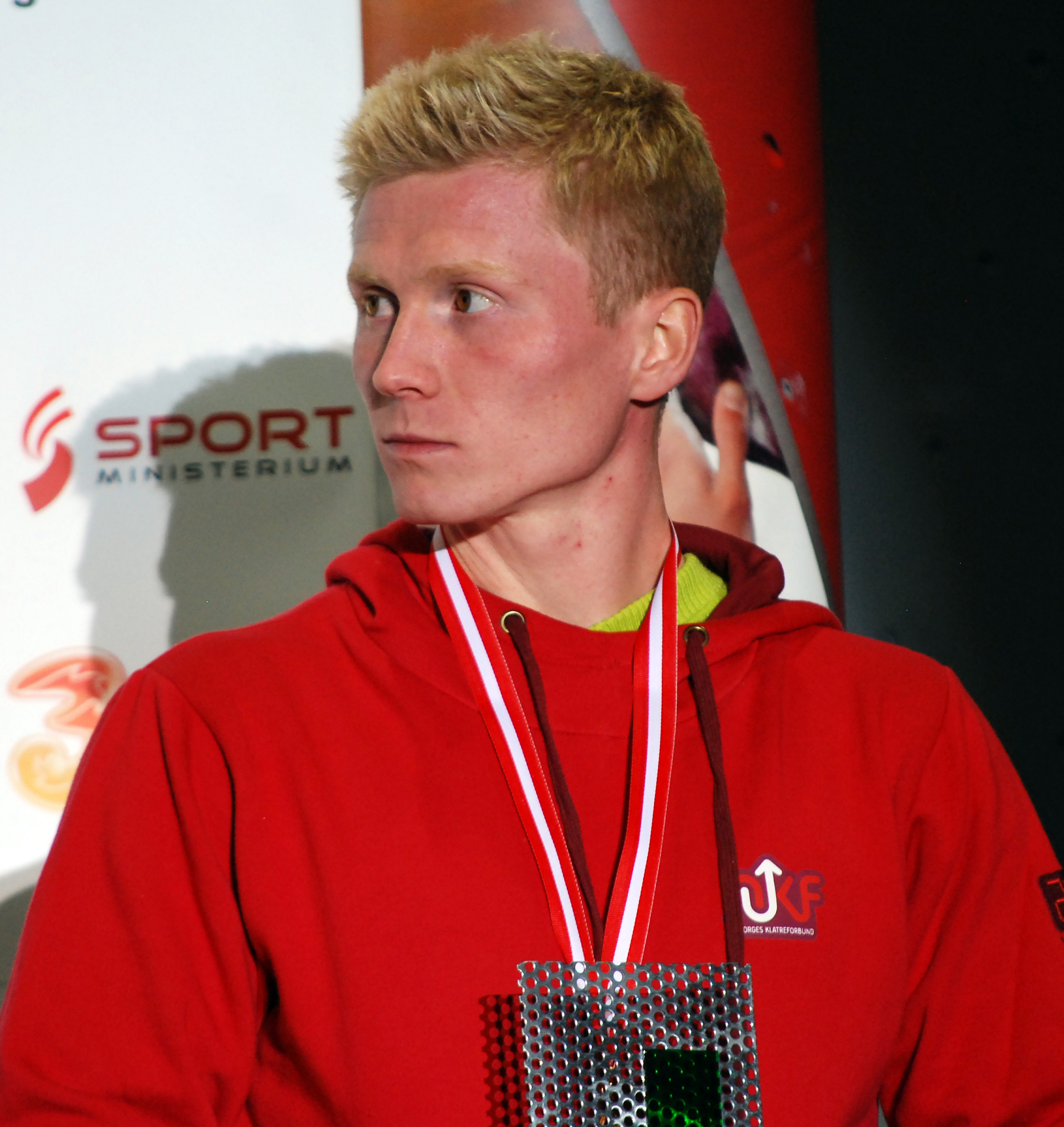
Magnus Midtbø (* 1988)

- Midtgaard, Asbjørn (* 1997), dänischer Basketballspieler
- Midthun, Arild (* 1964), norwegischer Comiczeichner, Illustrator und Karikaturist
- Midthun, Kristin (* 1961), norwegische Handballspielerin
- Midthunder, Amber (* 1997), US-amerikanische Schauspielerin, Synchronsprecherin und ehemalige KinderdarstellerinAmber Midthunder (* 1997)

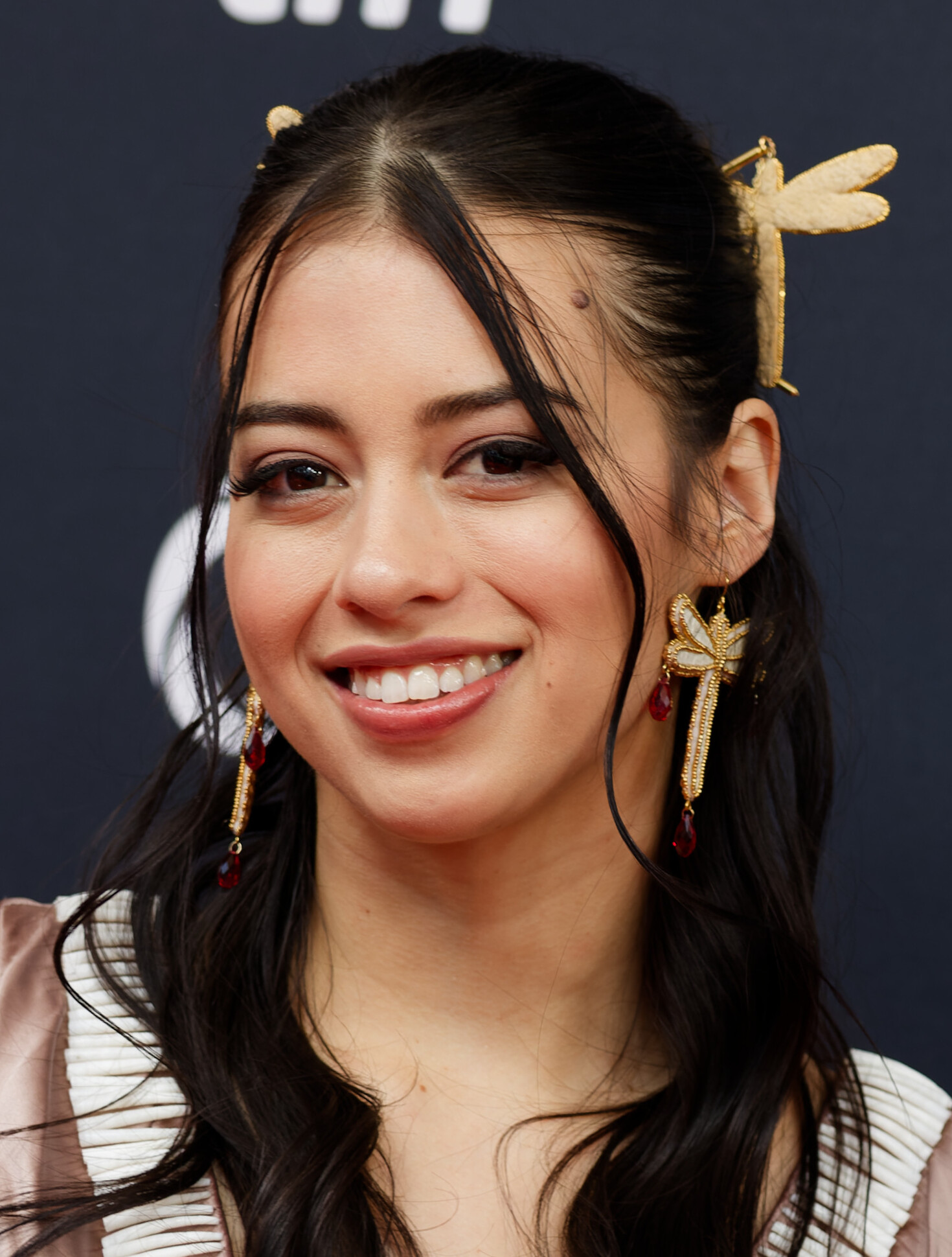
Amber Midthunder (* 1997)

- Midthunder, Angelique (* 1971), US-amerikanische Stuntfrau, Schauspielerin, Filmschaffende und Casting Director
- Midthunder, David (* 1962), US-amerikanischer Schauspieler, Stuntman und Synchronsprecher
- Midtsjø, Fredrik (* 1993), norwegischer Fußballspieler
- Midtskogen, Ingvild Synnøve (* 2007), norwegische Skispringerin
- Midtstigen, Endre Martin (* 1986), norwegischer Schauspieler
- Midtsundstad, Hanna (* 1999), norwegische Nordische Kombiniererin und Skispringerin
- Midtsundstad, Nora (* 2003), norwegische Skispringerin und Nordische Kombiniererin
- Midttømme, Ingeborg (* 1961), norwegische lutherische Geistliche, Bischöfin im Bistum Møre

### Midw
- Midwer, Gisela (1931–1999), deutsche Zenmeisterin
- Midwinter, Billy (1851–1890), australischer Cricketspieler

### Midy
- Midyat, Sermiyan (* 1974), türkischer Schauspieler und Regisseur
- Midyatli, Serpil (* 1975), deutsch-türkische Politikerin (SPD), MdL

### Midz
- Midzi, Amos (1952–2015), simbabwischer Politiker
- Midzic, Armin (* 2006), österreichischer Fußballspieler